# HCard
hCard is een microformat, die de data van een vCard bevat, maar dan in een html-formaat. Het voordeel is dat je het rechtstreeks in een pagina kunt toevoegen, of die nu html, xhtml of rss is.

## Voorbeeld
Een vCard ziet er zo uit:
```
BEGIN:VCARD
VERSION:3.0
N:Doe;Joe
FN:Joe Doe
ORG:BVBA Het Voorbeeld
TEL;TYPE=WORK,VOICE:(067)123456
URL:http://example.com/
REV:20090215T195243Z
END:VCARD
 
```

In hCard wordt dit:
```
 
<div
 
class=
"vcard"
>

   
<div
 
class=
"fn"
>
Joe
 
Doe
</div>

   
<div
 
class=
"nickname"
>
Jo
</div>

   
<div
 
class=
"org"
>
BVBA
 
Het
 
Voorbeeld
</div>

   
<div
 
class=
"tel"
>
(067)123456
</div>

   
<a
 
class=
"url"
 
href=
"http://example.com/"
>
http://example.com/
</a>

 
</div>

```